# Tollens

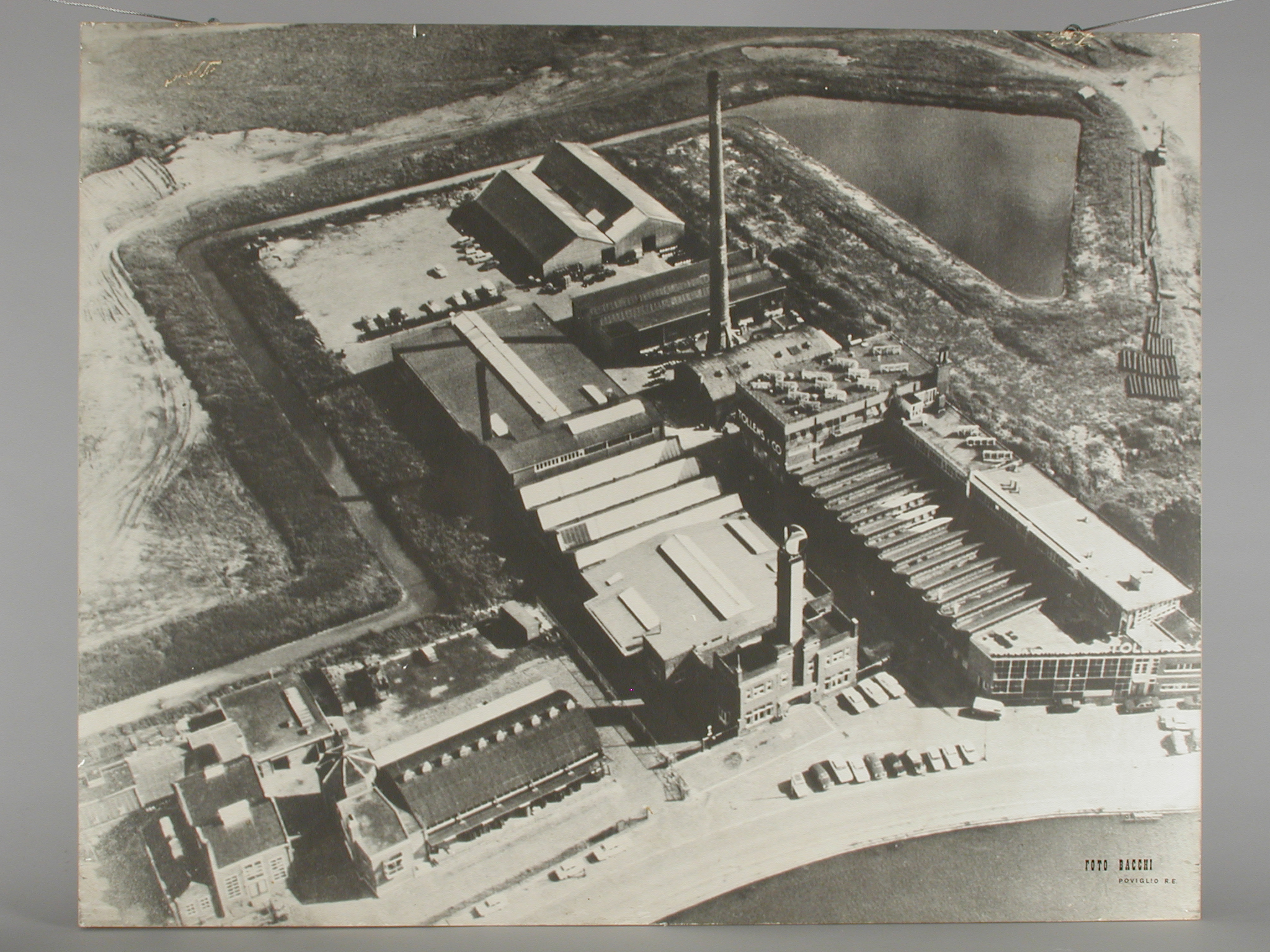
Zwart-wit luchtfoto Tollens verffabriek Overschie, objectnr 76852

Verf- en Vernisfabrieken Tollens & Co. was een verffabriek in Rotterdam waarvan de geschiedenis teruggaat tot 1748 en die bestaan heeft tot 1986. De naam 'Tollens' is gebruik als merk voor verf.

## Vroege geschiedenis
De grondlegger van het bedrijf is de uit het Belgische Zomergem afkomstige Johannes Jodocus Tollens, die aan de Goudsesingel te Rotterdam een werkplaats met een winkeltje had, waar hij penselen en later ook verfkwasten verkocht. Daarna ging hij ook verf en vernis verkopen, waarvan hij de productie zelf ter hand nam. Toen in 1778 ook zoon Carolus Tollens tot de zaak toetrad, ontstond de firma Tollens & Zn. De zaak werd op een locatie buiten de stad gevestigd, op de plaats waar later de Nieuwe Kerkstraat zou worden aangelegd.

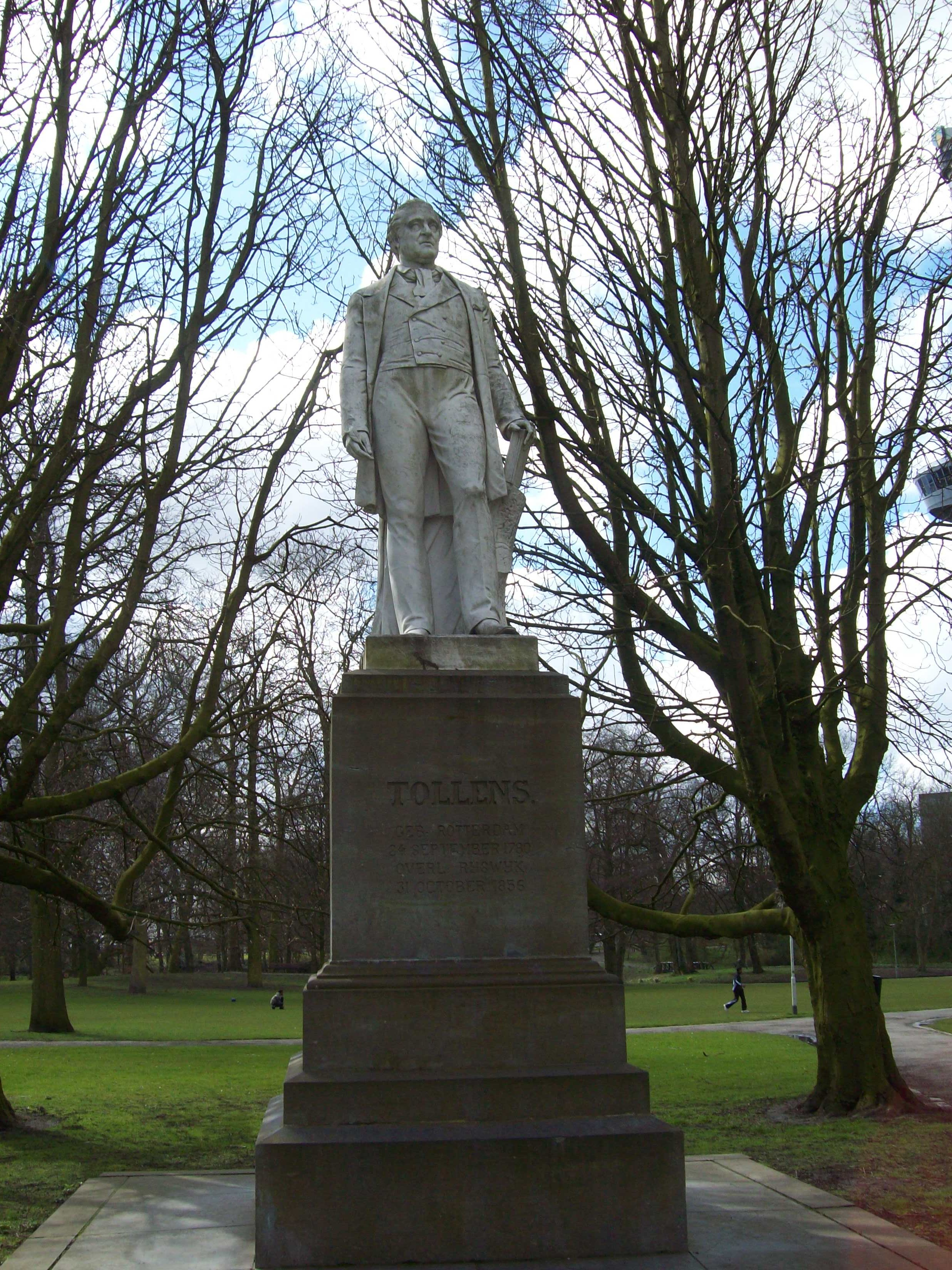
Standbeeld van Hendrik Tollens
in het Park te Rotterdam

Als directeur werd Carolus opgevolgd door Hendrik Tollens, die vooral bekend werd om zijn dichtkunst en als zodanig tijdens zijn leven zo beroemd werd dat na zijn overlijden in 1856 in het Park te Rotterdam een standbeeld voor hem werd opgericht. Dit beeld zou in de reclame-uitingen van het bedrijf een prominente plaats gaan innemen.
Hendrik had zich in 1846 uit het bedrijf teruggetrokken. Cornelis L. Kolff, die met een dochter van Hendrik was getrouwd, nam de zaak over, waarna deze meerdere generaties lang in handen van de familie Kolff zou blijven. Kolff splitste het bedrijf in een vernisfabriek aan de Kortekade en een verffabriek aan de Bierstraat. Nadat de verffabriek in 1855 was afgebrand, gingen beide onderdelen weer samen aan de Boschhoek. Dit bleef zo tot het bedrijf, nu onder leiding van Cornelis Kolff, in 1940 bij het Bombardement op Rotterdam werd verwoest. In 1942 werd een nieuwe fabriek geopend, nu aan de Overschiescheweg te Overschie.

## Na 1945
In de naoorlogse periode kende Tollens een gestage expansie, gestimuleerd door de industriële ontwikkeling van Nederland. Om bij te blijven werd in 1958 een speurwerklaboratorium voor industriële lakken gerealiseerd, naar ontwerp van Broekbakema. In 1960 werd de firma Tollens omgezet in een Naamloze Vennootschap, waarna overname volgde van de NV Amstellin Muurverven te Assen (1966). Vanwege de groei werden in 1964 de aangrenzende gebouwen van de NV Chemische Fabriek Glim te Rotterdam overgenomen. 
In het begin van de jaren 1970 liet Tollens verfresten afvoeren door afvaltransporteur Wijnstekers. Deze stortte die resten samen met ander afval in de sloten van een polder in Lekkerkerk. Daar werd later een woonwijk op gebouwd. Dat leidde uiteindelijk tot het gifschandaal van Lekkerkerk. Tollens weigerde in een tientallen jaren lang slepende procedures enige (schuld)aansprakelijkheid op zich te nemen. Eerst in 2008 kwam het tot een schikking waarbij het bedrijf een miljoen euro aan de overheid betaalde.

## Einde
In de loop van de jaren 1960 ging Tollens samenwerken met een Engelse fabrikant en in dit kader was het bedrijf als Tollens Coatings BV actief op de professionele markt. Vervolgens nam het Franse SEPO-concern een belang in Tollens. In 1980 telde het bedrijf 163 werknemers. Tussen 1983 en 1986 werd de productie naar Breda overgeheveld. In 1992 werd de onderneming overgenomen door de Franse Lafarge Groep. Deze verplaatste de productie naar Frankrijk en sloot de Bredase fabriek. Sindsdien is de naam Tollens alleen nog verbonden aan een verkoop- en distributiemaatschappij. De Benelux wordt bediend vanuit het Belgische Temse.